# Hermann Kennemann
Hermann Kennemann (wirklicher Name: Hermann von Kennemann; * 4. Januar 1815 bei Soldin, Provinz Brandenburg; † 11. April 1910 in Klenka bei Neustadt an der Warthe, Provinz Posen) war ein deutscher Rittergutsbesitzer und Politiker.

## Leben
Er amtierte unter anderem als preußischer Landesökonomierat (1886–1889) in Klenka, Kreis Jarotschin. Als Mitglied der Freikonservativen Partei saß er von 1886 bis 1888 im Preußischen Abgeordnetenhaus, in dem er den Wahlkreis Posen 6 (Fraustadt - Kröben) vertrat. 1894 begründete er in Posen zusammen mit Ferdinand Hansemann und Heinrich von Tiedemann den Deutschen Ostmarkenverein. Zudem war er von 1871 bis 1907 Verwaltungsratsmitglied der Preußischen Central-Bodenkredit AG.
Als Offizier diente er während seiner Militärzeit im 4. Infanterie-Regiment in Soldin.